# 41 G. Arae
41 G. Arae is een dubbelster met een spectraalklasse van G8.V en M.V. De ster bevindt zich 28,67 lichtjaar van de zon.